# Bataille de Vauquois
Pour les articles homonymes, voir Vauquois (homonymie).
Première Guerre mondiale
Batailles
Front d'Europe de l’Ouest
- Liège (8-1914)
- Namur (8-1914)
- Frontières (8-1914)
- Anvers (9-1914)
- Grande Retraite (9-1914)
- Marne (9-1914)
- Course à la mer (9-1914)
- Yser (10-1914)
- Messines (10-1914)
- Ypres (10-1914)
- Givenchy (12-1914)
- 1re Champagne (12-1914)
- Hartmannswillerkopf (1-1915)
- Neuve-Chapelle (3-1915)
- 2e Ypres (4-1915)
- Colline 60 (4-1915)
- Artois (5-1915)
- Festubert (5-1915)
- Quennevières (6-1915)
- Linge (7-1915)
- 2e Artois (9-1915)
- 2e Champagne (9-1915)
- Loos (9-1915)
- Verdun (2-1916)
- Redoute Hohenzollern (3-1916)
- Hulluch (4-1916)
- 1re Somme (7-1916)
- Fromelles (7-1916)
- Arras (4-1917)
- Vimy (4-1917)
- Chemin des Dames (4-1917)
- 3e Champagne (4-1917)
- 2e Messines (6-1917)
- Passchendaele (7-1917)
- Cote 70 (8-1917)
- 2e Verdun (8-1917)
- Malmaison (10-1917)
- Cambrai (11-1917)
- Bombardements de Paris (1-1918)
- Offensive du Printemps (3-1918)
- Lys (4-1918)
- Aisne (5-1918)
- Bois Belleau (6-1918)
- 2e Marne (7-1918)
- 4e Champagne (7-1918)
- Château-Thierry (7-1918)
- Le Hamel (7-1918)
- Amiens (8-1918)
- Cent-Jours (8-1918)
- 2e Somme (9-1918)
- Bataille de la ligne Hindenburg
- Meuse-Argonne (10-1918)
- Cambrai (10-1918)

Front italien
Front d'Europe de l’Est
Front des Balkans
Front du Moyen-Orient
Front africain
Bataille de l'Atlantique

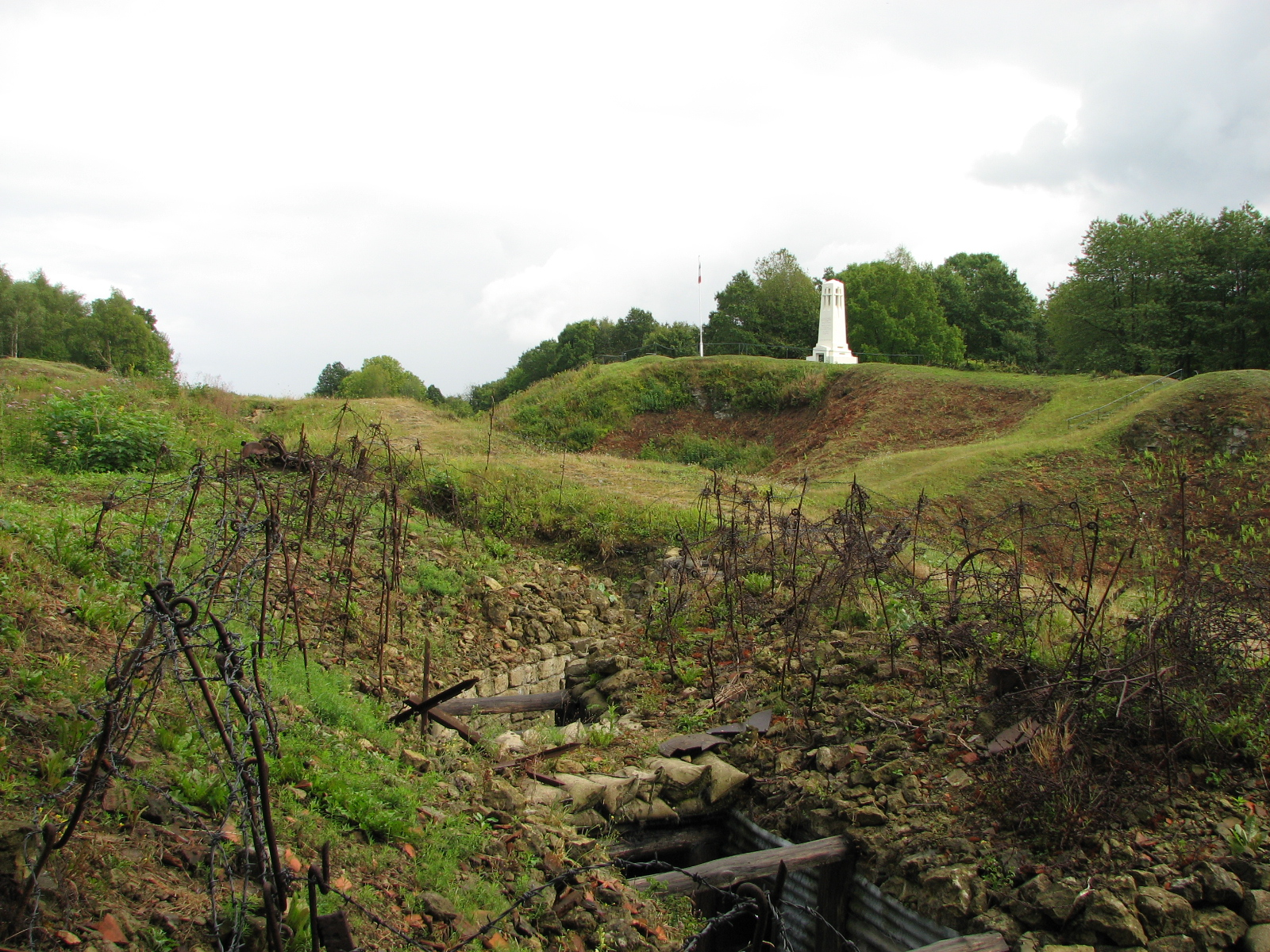
Vue du sommet de la butte depuis les tranchées allemandes, devant les cratères de mines et le monument français.

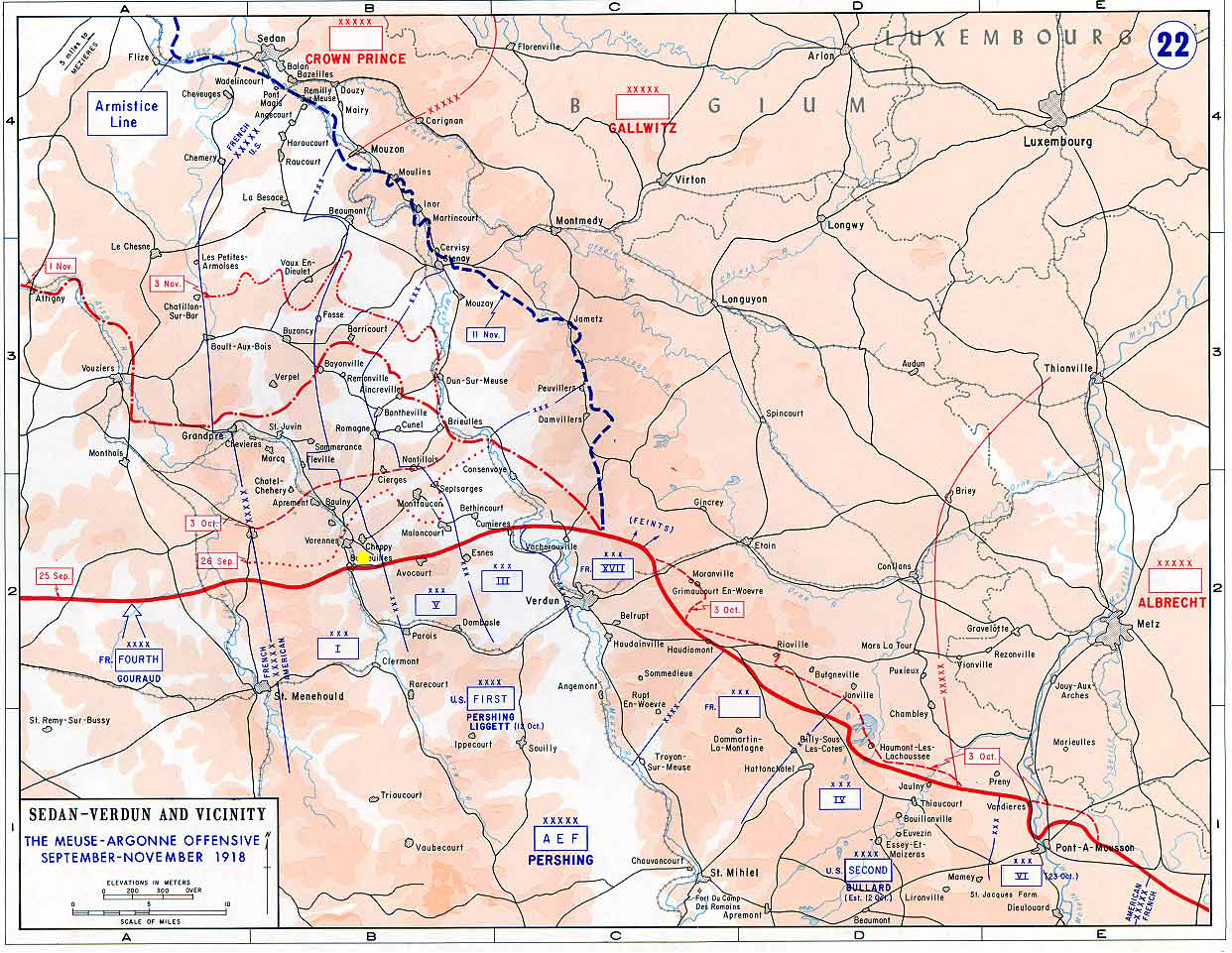
Situation du front avant l'offensive Meuse-Argonne de septembre 1918 avec la position de Vauquois en jaune (cliquez sur la carte pour l'agrandir).

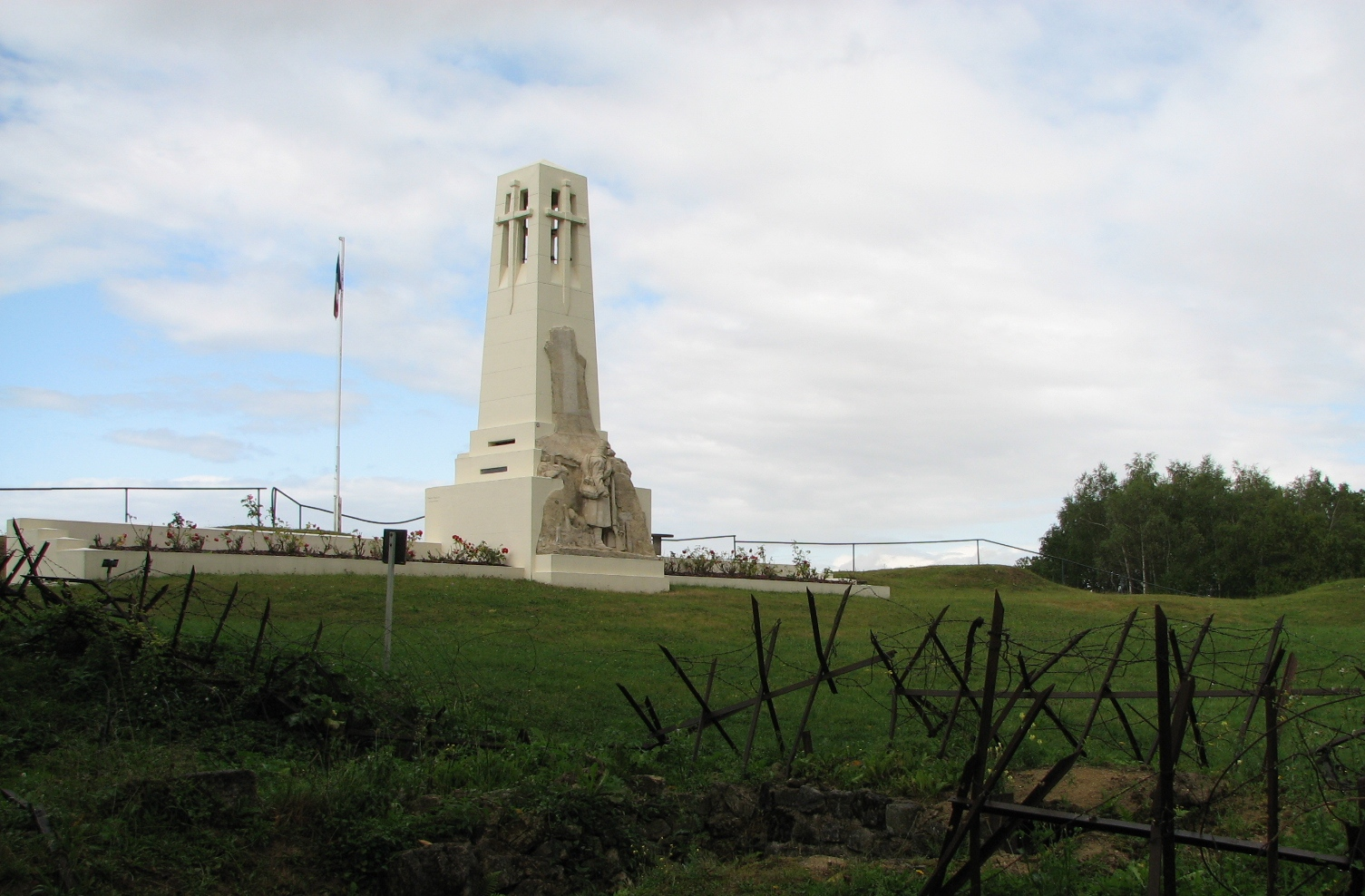
Le monument « Aux combattants et aux morts de Vauquois » fut construit en 1926 sur le site de l'ancienne mairie, du côté « français » de la butte. Œuvre de l'architecte Monestier et du sculpteur Roussel, il représente une pyramide tronquée surmontée d'une lanterne des morts. En fronton, un poilu en tenue de 1915 et un marronnier tronqué. Il rappelle le marronnier qui fut scié à la mitrailleuse par les Allemands car il servait de repère de tir à l'artillerie française.

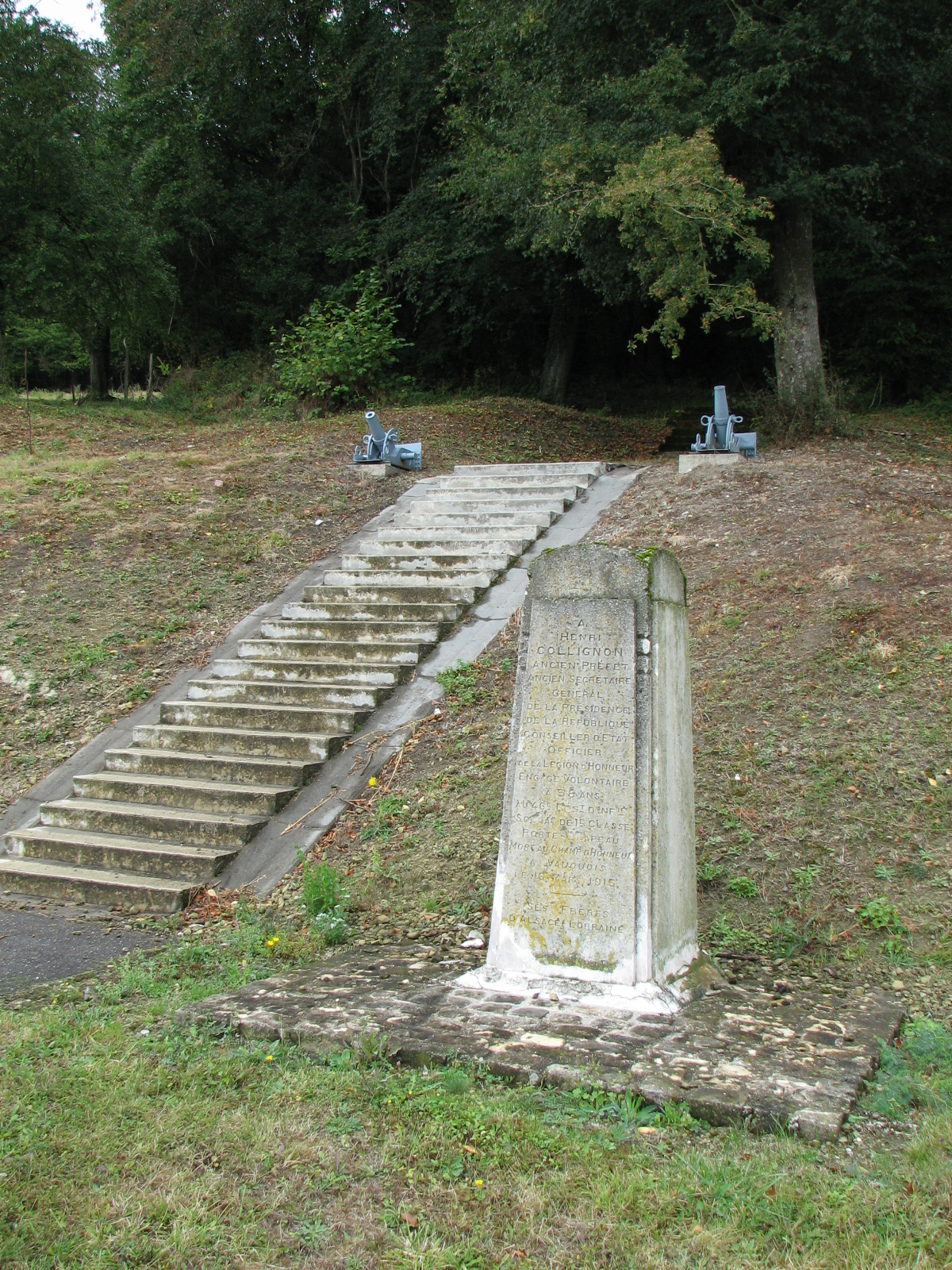
Monument à Henri Collignon au bas de la butte.

La bataille de Vauquois est une bataille de la Première Guerre mondiale sur le front Ouest, marquée par une guerre de position de l'automne 1914 jusqu'au printemps 1918.
Elle se déroule sur la butte de Vauquois à 25 km à l'ouest de Verdun : cette butte, tenue par les troupes allemandes à partir de fin septembre 1914, est attaquée sans succès par les troupes françaises en octobre 1914. En février 1915, les troupes françaises atteignent le sommet de la butte avec de fortes pertes, mais ne peuvent en faire partir les Allemands. À partir d'avril 1915, devant ce statu quo, les combats se poursuivent par une « guerre des mines » jusqu'en avril 1918. 

## Localisation
Situé en bordure orientale du massif de l'Argonne, le village de Vauquois est situé sur une butte de 290 mètres de haut, qui domine les plaines environnantes de plus de 130 mètres. Au pied du versant occidental de la butte se trouve le village de Boureuilles, traversé par la route de Varennes à Neuvilly.
La butte est donc un bon observatoire pour le réglage de l'artillerie, permettant aux Allemands de sectionner la voie ferrée reliant Paris à Verdun via Châlons (l'actuelle ligne de Saint-Hilaire-au-Temple à Hagondange) qui passe à sept kilomètres au sud de Vauquois, à Aubréville. La principale conséquence de la présence des troupes allemandes à Vauquois est de rendre difficile aux Français le ravitaillement de la place fortifiée de Verdun.

## Combats

### Installation des Allemands
Le 3 septembre 1914, pendant la guerre de mouvement, le village de Vauquois est pris par les Allemands lors de leur marche vers le sud entre l'Argonne et la place de Verdun. Après la bataille de la Marne (bataille de Revigny), c'est au tour des Français de marcher vers le nord, reprenant le village le 15 septembre : le front se stabilise temporairement à hauteur de Montfaucon.
Le 24 septembre, la 33e division d'infanterie allemande, composée de Westphaliens et de Mosellans, attaque la 9e division d'infanterie française, recrutée dans le Loiret, le Loir-et-Cher et l'Yonne : le 82e régiment d'infanterie français est chassé de Vauquois. Les Allemands fortifient alors la position car la butte est devenue un point stratégique lors de la stabilisation du front : c'est en effet un poste d'observation naturel sur la région environnante qui permet l'ajustement des tirs d'artillerie. La défense est confiée à des unités du 13e corps d'armée allemand, recruté dans le royaume de Wurtemberg.
Le 28 octobre 1914, le Ct Rallet commandant le 331e bataillon du 46e régiment d'infanterie français reçoit l'ordre d'attaquer Vauquois appuyé par un bataillon du 89e. L'attaque sera arrêtée le 30 octobre après trois jours de combats acharnés et avec des pertes importantes, les troupes étant balayées par l'artillerie et les mitrailleuses allemandes, le seul résultat étant l'installation des tranchées françaises en bas du versant méridional de la butte. Au cours de l'automne 1914, les 4e et 5e armées allemandes sont séparées par la forêt de l'Argonne. Afin d'assurer la continuité du front, les deux armées allemandes attaquent la 3e armée française dans la forêt. Sans soutien efficace de l'artillerie française, mal adaptée à la guerre de siège, la 3e armée française est sur la défensive sur cette partie du front. Afin de reprendre l'ascendant moral sur l'adversaire, le général Sarrail, commandant de cette armée, décide d'une attaque sur la seule zone non boisée de la région : la butte et le village de Vauquois au cours du mois de février 1915.

### Assauts français de 1915
Les conditions météorologiques n'étant pas bonnes, l'attaque prévue initialement le 15 est repoussé au 17 février. L'assaut de la butte de Vauquois débute par une préparation d'artillerie lourde de trois heures et par l'emploi de mines. Le 2e bataillon du 31e régiment d'infanterie français réussit à pénétrer dans le village de Vauquois, mais faute de renforts doit l'évacuer, sous le pilonnage de l'artillerie allemande. Dans le même temps l'attaque sur Boureuilles déclenchée par le 2e bataillon du 44e régiment d'infanterie coloniale échoue, l'artillerie n'ayant pas réussi à détruire les défenses. Le 27 février, une nouvelle attaque est prononcée par les 46e et 89e régiments d'infanterie contre Vauquois. Bien qu'ayant pris pied dans le village, une fois de plus les troupes françaises ne peuvent se maintenir.
Le 1er mars, le 31e régiment d'infanterie encadré par le 89e à l'ouest et le 46e à l'est s'établit dans Vauquois et réussit à tenir malgré les contre-attaques répétées des troupes allemandes. la ligne de front va se figer alors au sommet de la butte, de part et d'autre des ruines du village : les troupes françaises au sud, les troupes allemandes au nord. Les deux parties vont alors s'enterrer, creusant tranchées et abris ainsi que des galeries à travers la butte. C'est le début de la guerre des mines, ponctuée de combats sans effet. 
Le 6 juin 1915, une équipe de brigade de sapeurs-pompiers de Paris, formant la compagnie « engins spéciaux » 22/6 du 1er régiment du géniedu camp de Satory, venus en renfort des appareils Schilt, projette au moyen de lances sur les lignes allemandes environ 3 000 litres d'un liquide composé de 30 % de pétrole et 70 % d'huile légère de houille contenu dans des récipients sous pression. Ce mélange est enflammé au moyen de grenades incendiaires. Cette émission de liquide enflammé soutient une attaque à hauteur des vestiges de l'église du village. Malheureusement, l'effet de souffle produit par l'explosion d'un dépôt de munitions allemand, touché par ce mélange, rabat le liquide enflammé sur les lignes françaises. Les victimes se comptent parmi les sapeurs pompiers et les hommes du 3e bataillon du 31e régiment d'infanterie, présents dans les tranchées, ; une vingtaine d'entre eux meurent brûlés, victimes de leur propre matériel.

### Guerre des mines de 1915 à 1918
Avril 1915 marque le début de la guerre des mines, avec un avantage initial aux Français. D'étroites galeries sont creusées sous les lignes ennemies et remplies de caisses d'explosifs. Le temps passant, le sous-sol de la butte est creusé toujours plus profond dans la gaize d'Argonne (une roche siliceuse), jusqu'à une centaine de mètres de profondeur du côté allemand.
Le 3 mars 1916, une première grosse mine allemande avec quatre tonnes d'explosif explose à l'est de la butte tuant onze soldats français. Les Français répliquent le 23 mars en faisant exploser sous la position fortifiée allemande de l'église, douze tonnes d'explosifs, tuant 30 hommes. Le 14 mai les Allemands font exploser à l'ouest une mine contenant 60 tonnes d'explosifs détruisant et ensevelissant une partie de la 1re et 2e lignes françaises et 108 soldats. L'explosion est ressentie à plusieurs kilomètres à la ronde et creuse un cratère de plus de 25 mètres de profondeur et 100 mètres de large. C'est la plus puissante explosion de cette bataille. Les mois suivants, d'autres mines explosent mais de moindre ampleur. Dans chaque camp, on surveille le travail de sape de l'adversaire, des contre-mines ou camouflets sont creusés. Les accidents sont aussi nombreux lors du percement des galeries dans une butte fragilisée par les nombreuses mines et explosions ou lors du transport des explosifs dans ces boyaux étroits.
Dans les deux camps germe l'idée, en 1917, de purement et simplement araser la butte. Les Français envisagent de creuser trois mines à 40 mètres de profondeur et de les remplir de 140 tonnes d'explosifs mais le projet est abandonné faute de main d'œuvre suffisante. Les Allemands planifient eux de creuser trois galeries à -100 mètres, pour des fourneaux d'un total de 160 tonnes d'explosif. Le projet n'est abandonné qu'en mars 1918 alors que les galeries sont pratiquement achevées. Au total, 519 explosions souterraines se sont produites à Vauquois (320 françaises et 199 allemandes), utilisant plus de 1 000 tonnes d'explosifs.
En avril 1918, la guerre des mines cesse. En mai-juin 1918, des troupes italiennes relèvent les troupes françaises, remplacées par les troupes américaines, qui s'emparent de la butte le 26 septembre 1918 : un pilonnage d'artillerie allié détruit de nombreuses entrées de galeries et la butte est prise, après une résistance acharnée d'une petite garnison de la garde impériale allemande.

## Après la guerre

### Reconstruction du village
Le village est entièrement détruit lors de ces quatre années de combat. À l'endroit où il se trouvait, il ne reste qu'une série de gros cratères plus ou moins alignés, coupant le sommet de la butte. Bien que le lieu soit classé en zone rouge après la guerre, du fait des munitions et des cadavres enfouis sur le site, des habitants se réinstallent et reconstruisent un nouveau village, plus petit, au pied méridional de la butte. Cette reconstruction est soutenue par le général Deprez, originaire de la commune, et par la ville d'Orléans, qui devient marraine du nouveau village, dont une rue porte le nom. 

### Lieu de mémoire

#### La butte
L'intérieur de la butte comprend sur plusieurs niveaux plus de 17 km de puits, galeries et rameaux.  Le site est entretenu par une association et il est ouvert au public, comprenant des visites des galeries. Il y a de plus un petit musée regroupant un certain nombre d'armes, d'outils et d'autres objets retrouvés sur place.

#### Monument commémoratif
Un monument « Aux combattants et morts de Vauquois » est construit, côté français, en 1925. Les terrains de zone rouge ont été classés aux monuments historiques par un arrêté du 22 septembre 1937 sur une superficie de 398 247 hectares.

#### Nécropole nationale de la Maize
Au sud de la butte, la nécropole nationale de la Maize abrite 4 368 soldats français tués lors de cette bataille (« ceux de Vauquois »). Au nord, le Soldaten Friedhof de Cheppy accueille les soldats allemands, principalement du XVI. Armee Korps de Metz.

## Personnalités ayant combattu à Vauquois

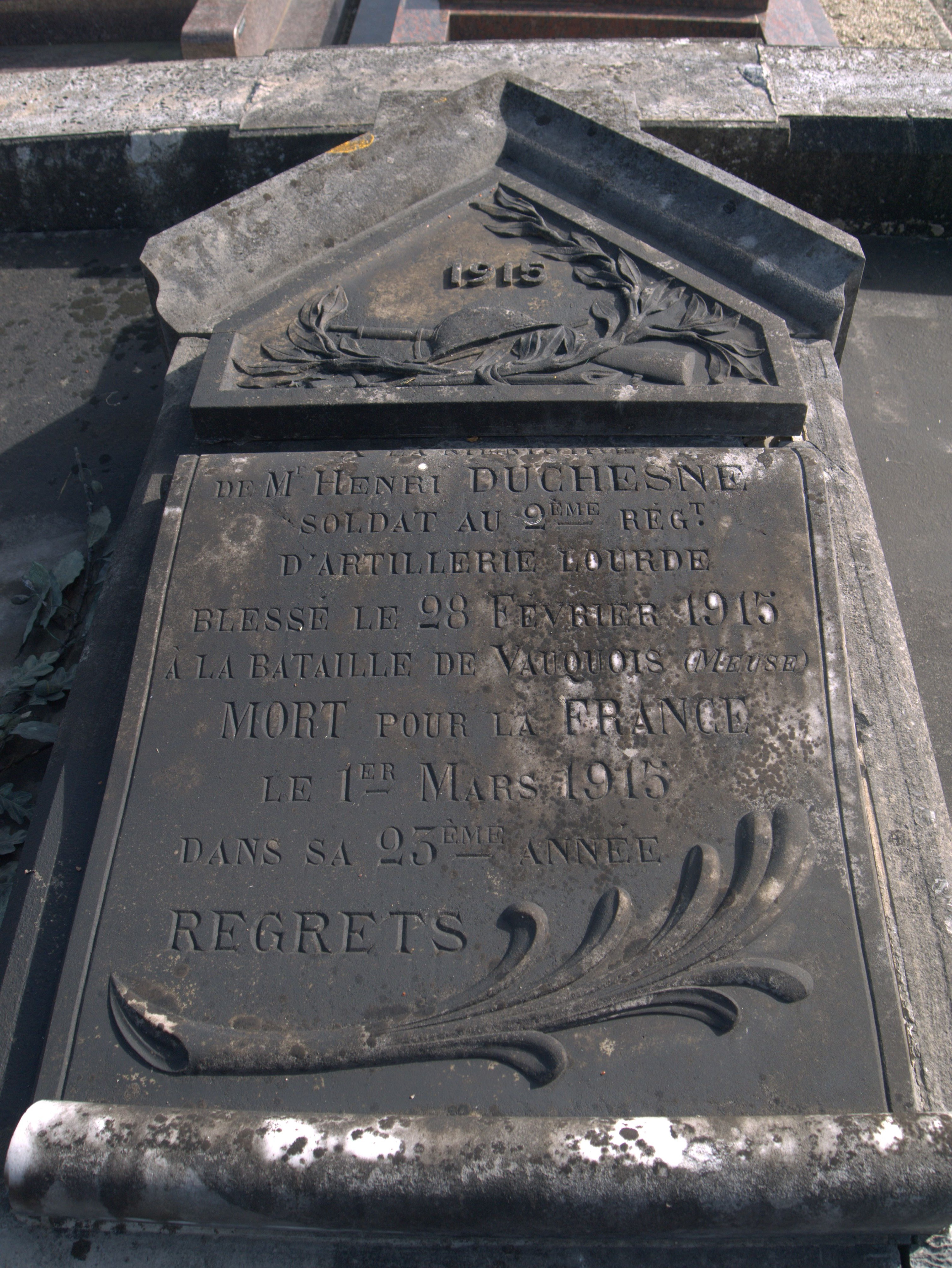
Tombe d'un soldat mort à la bataille de Vauquois le 1er mars 1915 (cimetière de La Baconnière).

- Henri Collignon (1856 - 1915), préfet et ancien secrétaire général de la Présidence de la République, engagé volontaire comme simple soldat à 58 ans au 46e régiment d'infanterie, tué au combat à Vauquois. Une borne en bas de la butte a été érigée en sa mémoire.
- Clovis Vincent (1879-1947), neurologue, médecin militaire au 46e régiment d'infanterie.
- André Pézard (1893 - 1984), traducteur et professeur italianiste, a combattu à Vauquois. Il a écrit un ouvrage de témoignages, Nous autres à Vauquois[14].

- Auguste Chaillou (1866 - 1915), médecin et ancien chercheur de l'institut Pasteur, tué au combat à Vauquois.

Durant l'offensive Meuse-Argonne de septembre et octobre 1918 auquel participe la Force expéditionnaire américaine :
- Harry S. Truman (1884 - 1972), futur président des États-Unis de 1945 à 1953, alors officier dans la garde nationale du Missouri[15]. Il commande une batterie d'artillerie américaine qui attaque le secteur de Vauquois en septembre 1918[16].
- George Patton (1885 - 1945), alors lieutenant-colonel à la tête du corps blindé de la force expéditionnaire américaine. Il attaque dans le secteur de Vauquois[17], faisant passer ses chars non loin de la butte.
- Alain de Goué (1879 - 1918), historien et généalogiste, sergent au 356e régiment d'infanterie, tué au combat dans le bois du Coq à Orfeuil, hameau de la commune de Semide dans les Ardennes.

## Décoration
- VAUQUOIS 1915 est inscrit sur le drapeau des régiments cités lors de cette bataille.